# 猜亚·玛哈巴
猜亚·玛哈巴（转写：Chaiya Mahapab，1976年9月21日—），泰国足球裁判，2007年成为FIFA国际足球裁判。
猜亚·玛哈巴自1998年起执法泰国足球顶级联赛泰超。他执法过2010年鈴木盃东南亚足球锦标赛、2014年世界盃外圍賽 (亞洲區)等国际比赛。2013年受邀执法中国足球超级联赛第22轮北京国安与大连阿尔滨的比赛，足协提供的译名为查亚。比赛最终结果为4比0。猜亚在比赛中出现争议判罚。事后媒体披露，中国足协人士表示难以处罚猜亚，只能此后不请他执法中超。